# فتیش بارداری

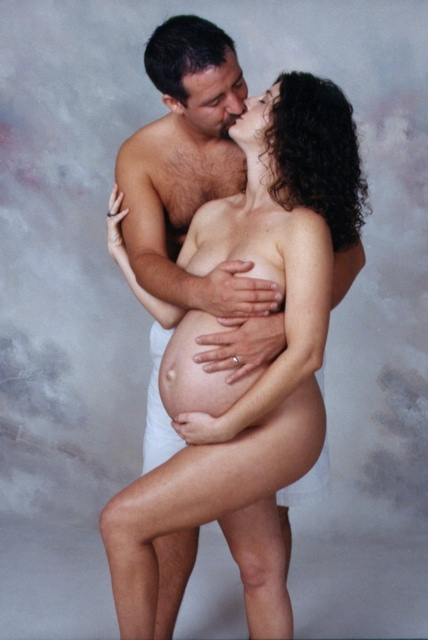

فتیشیسمِ بارداری (همچنین به نام‌های مایسوفیلی یا مایسوفوری شناخته می شود) زمینه‌ای است که در آن بارداری توسط افراد یا فرهنگ‌ها به عنوان یک پدیده شهوات‌زا دیده می‌شود. فتیش بارداری ممکن است دربرگیرندهء جذب جنسی به زنانی که باردار هستند یا باردار به نظر می رسند، جذب به شیردهی یا جذب به مراحل خاصی از بارداری مانند لقاح یا زایمان باشد.

## ویژگی‌ها
هیچ عنصر خاص یا ارجحی در مایسوفیلی وجود ندارد که در همهء میسوفیلیایی‌ها مشترک باشد. برخی ممکن است به دنبال تخیلاتی بروند که در آن سوژه می‌زاید یا شرایطی که ممکن است بارداری‌ی فرد روی آن‌ها تاثیر بگذارد، مانند شیوه‌ی خواب و لباس پوشیدن. به خصوص شکم بزرگ و نیز جنبه‌های روان‌شناختی که نشان از بارداری می‌دهند از عوامل جذابیت‌زا اَستند.
فانتزی‌های آبستن سازی عبارت اند از برانگیختگی یا ارضاشدگی ی جنسی با تخیل درباره‌ی احتمال، نتیجه یا خطرِ ناشی از آمیزش واژنی محافظت‌نشده. افراد اغلب با خواندن ادبیات شهوت‌برانگیز و نقش‌آفرینی با یک شریک جنسی از این فانتزی به لذت می‌رسند.

## فرهنگ

تصویر نمایان‌گر بارداری بر روی جلد آگوستِ مجله ی ونتی فر در سال 1991.

ظاهر برهنه بازیگر زن دمی مور در مرحله پیشرفته بارداری در جلد مجله ونتی فر در سال 1991 آغاز دوره ای بود که بعد از آن شهرت‌مندان بارداری را به عنوان یکی از زرق و برق‌های زندگیشان ارایه کردند و در عین حال برای برای عکاسان و استایلیست‌ها بازارگرمی‌یی شد تا از مادران حامله تصویربرداری و "استایلینگِ حاملگی" را باب کنند.
بارداری در هرزه‌نگاری ی اینترنتی از موضوعات پرطرف‌دار بوده و جستجوها برای "پورنِ حاملگی" از سال 93 تا 96 خورشیدی بیست درصد افزایش داشته است.